# Grupo Orenes
Grupo Orenes es un referente empresarial en el sector del ocio, el juego y la restauración en España, México, Andorra, Irlanda, Ecuador, Colombia y Austria, entre otros. Sus sedes centrales se encuentran en Murcia y Madrid en España y Santiago de Querétaro en México.
La base de su consolidación como conglomerado empresarial se basan en la gestión de hoteles, restaurantes, centros de ocio familiar, casinos, bingos, salas de juego y apuestas deportivas.
Además, posee terminales en hostelería, juego online y se dedica a la fabricación de máquinas de juego y slots desde la incorporación del Grupo R. Franco en 2021.

## Historia
Grupo Orenes fue fundado por los hermanos Eliseo y Ángel Orenes Rodríguez, en 1968, a raíz de un salón de juegos en Alquerías que contaba con algunas máquinas recreativas, futbolín y billar. Se posicionaron en el sector y consiguieron crecer de forma sostenible hasta diversificarse.
Con 55 años se consolida como uno de los grandes grupos del sector del juego en España con 13 casinos, 25 bingos, 345 salones de juego y unas 6000 máquinas recreativas. Además, emplea a 4.000 personas en cerca de 470 centros de trabajo.
En 2021 la compañía adquiere el Grupo R. Franco.

## Áreas de Negocio
Grupo Orenes cuenta con espacios dedicados al juego, la restauración y el ocio. Invierte en investigación de nuevas tecnologías en cuanto a innovación y el desarrollo de sus productos.
Las líneas operacionales que lleva a cabo el Grupo Orenes son:
1. Casinos: el Grupo cuenta con numerosos casinos tanto en España como  México, Andorra e Irlanda. En el territorio nacional español cuenta con los casinos Orenes Gran Casino Murcia, Orenes Gran Casino Extremadura, Gran Casino Lanzarote, Gran Casino Antigua Fuerteventura, Gran Casino Costa Meloneras, Casino Gran Canaria, Gran Casino Castellón y Gran Casino Corralejo Fuerteventura. Además, en la zona de México cuenta con el Casino Caliente León, Casino Caliente Chihuahua y Casino Caliente Querétaro, en Andorra, Unnic e Irlanda.
2. Bingos: cuentan con 25 salas de bingo donde se ofrecen servicios de juego de bingo y hostelería. Estos se encuentran distribuidos en el territorio nacional, en las zonas de Almería, Córdoba, Granada, Badajoz, Cáceres, Lanzarote, Madrid, Murcia, Valencia, Ibiza, Lérida y Andorra.
3. Salas de Juego: se pueden encontrar dos tipos de salones de juegos en España, Orenes Sport Bar y Grada Sport café, en los que se ofrecen servicios de apuestas deportivas, casino automatizado y hostelería.
4. Apuestas deportivas y juego online: el Grupo cuenta con dos operaciones.
  - Versus: casa de apuestas online que también se puede encontrar en locales físicos. Cuenta con servicios de apuestas deportivas, casino online, máquinas de juego automatizadas y ruletas en vivo.
  - Wanabet: es un operador únicamente online, que cuenta con productos de casino online y apuestas deportivas.
5. Terminales de juego en hostelería: alquiler de locales para el emprendimiento de negocios como cafetería o bares en los que se ofrecen máquinas de juego como vía de rentabilidad.
6. Hoteles y Restauración: entre los hoteles se encuentran el Hotel Murcia Rincón de Pepe (Murcia), Gran Hotel Casino Extremadura (Badajoz), Hotel Zurbarán (Badajoz) o el Complejo de Collados de la Sagra (Puebla de Don Fadrique, Granada); entre los restaurantes están El Odeón, dentro del complejo ODISEO, (Murcia), Mercado de Correos (Murcia), Collados Beach (La Manga, Murcia), Rincón de Pepe (Murcia) y Mirador del Guadiana (Badajoz). También tienen espacios de Lounge Bar como Eos Lounge Bar (Badajoz), EOS Lounge Bar (Castellón), El Invernadero (Murcia) y La Muralla (Murcia).
7. Centros de ocio familiar: en 2019 el Grupo incorporó centros de Ozone Bowling, con más de 20 boleras y salones recreativos en el territorio español.
8. Distribución y venta: distribuye y vende terminales de juego en España para hostelería, casinos, bingos y salones de juego.
9. Fabricación de terminales de juego: desde la integración de Recreativos Franco, Grupo Orenes entró en la producción y el desarrollo de productos de máquinas recreativas y slots digitales.
10. Desarrollo de plataformas de juego y sistemas de control:
  - IRIS: plataforma de juego.
  - NIOBE: sportsbook de apuestas.
  - RF OnMix: máquinas multijuego.
  - FaceLock: sistema de control de acceso y reconocimiento facial.
  - RFranco Games: diseño y desarrollo de juegos (video-póker, video-bingo, ruleta y casino). Además, cuenta con un servidor remoto de juegos basado en microservicios, Kolyseo Game Hub.

## Responsabilidad Social
Grupo Orenes, a través de Acción Social Orenes, trabaja en proyectos sociales para el desarrollo y progreso económico, social y medioambiental, centrándose en cultura, educación, igualdad de oportunidades, deporte y comportamientos patológicos relacionados con el juego, con el objetivo de impulsar el desarrollo y progreso de la sociedad a través de proyectos tecnológicos y de innovación.